# Woinovich Emil
Woinovich Emil (Emil Freiherr Woinovich von Belobreska; Petrinya, 1851. április 23. – Bécs, 1927. február 13.) gyalogsági tábornok, hadtörténész.

## Élete
Ősei a Krassó-Szörény vármegyei Fejérdombról és katonacsaládból származtak.
1866-1870 között a bécsújhelyi Mária Terézia Katonai Akadémia (Theresianische Militärakademie Wiener Neustadt), ahonnan hadnagyként a hadsereg kötelékébe lépett, majd 1873-1875 között a Kriegsschule növendéke. 1879-ben kapitányként állomásozott csapattestével Bosznia-Hercegovinában. 1883-tól a Hadügyminisztériumban dolgozott. 1888 őszétől 1892-ig stratégiai ismereteket és hadijogot oktatott a katonai iskolán. 1901-től a bécsi hadilevéltár vezetője. 1898-tól dandár-, 1911-től gyalogsági tábornok.
1915-ben kérésére osztrák állampolgár lett és ezután 1916-ban a hadilevéltár igazgatói tisztségéből nyugdíjba vonult.

## Elismerései
- Vaskorona-rend
- 1906 Lipót-rend
- 1908 a Ferenc József-rend nagykeresztje
- Hietzingben (ma Bécs XIII. kerülete) utcát neveztek el róla.

## Művei
- 1901 Elemente der Kriegführung. Beitrag zum Studium der Kriegsgeschichte. Wien.
- 1911-ben a Komáromi Lapokban jelent meg rövid cikksorozata a Napóleoni háborúk alatti magyarországi hadieseményekről
- 1911 Kulm, Leipzig, Hanau 1813. Wien.
- 1912 Der österr.-ungarische Soldat mit Waffe und Werkzeug. Armee-Bilderbuch. (szerk.)

## További irodalom
- A hadilevéltár igazgatójának nyugállományba vonulása. Pesti Hírlap 1916. február 5.
- Österreichische Wehr-Zeitung 18. 2. 1927
- worldcat.org